# Transport marítim

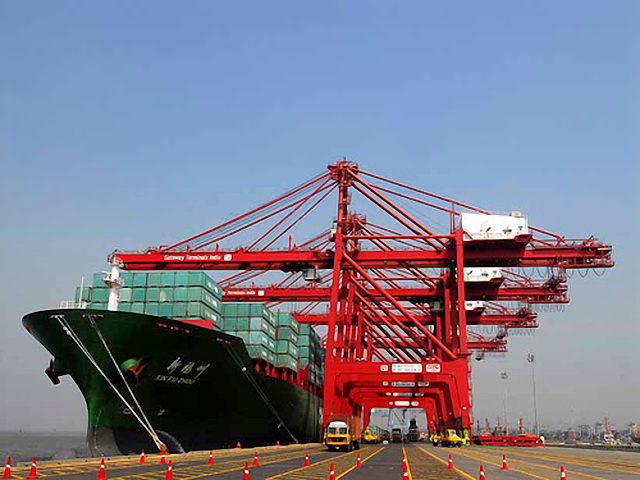
Descàrrega d'un vaixell portacontenidors en el major port de l'Índia, Jawaharlal Nehru Port, en Navi Mumbai, en el Mar Aràbic.

El transport marítim pot traslladar persones (passatgers) o coses (càrregues sòlides, líquides o gasoses) per mar d'un punt geogràfic a un altre, a bord d'un vaixell. El transport marítim, a nivell mundial, és la manera més utilitzada per al comerç internacional. És el que suporta major moviment de mercaderies, tant en contenidor com granels secs o líquids. El transport marítim és per la seva naturalesa internacional, encara que existeix el cabotatge és al llarg de les costes d'un país.
Tenint en compte que el planeta Terra està cobert per aigua en les seves dues terceres parts, l'home ha buscat la manera de viatjar sobre l'aigua. Així l'aigua ha unit diverses parts del globus terraqüi perquè els vaixells naveguen per elles.
El transport de persones per via marítima ha perdut molta de la seva importància a causa del desenvolupament de la aviació comercial. Subsisteix de manera significativa només en dos àmbits: les travessies curtes (petites distàncies entre illes o dues ribes d'un riu) i els creuers turístics.
El transport marítim és per la seva naturalesa internacional, encara que existeix el cabotatge al llarg de les costas d'un país.

## Característiques del transport marítim
- Gran capacitat : es poden transportar grans masses de granels o de contenidors. Els grans petroliers anomenats ULCC (Ultra Large Crude Carrier ), tenen una capacitat de més de 500.000 TPM (tones de pes mort). Els majors vaixells portacontenidors actuals tenen una capacitat de fins a 23756 contenidors de 20 peus, 23756 TEU, equivalents a 228149 T TPM.
- Àmbit internacional : és el millor mitjà per traslladar grans volums de mercaderies entre dos punts allunyats geogràficament. A més, el desenvolupament de les autopistes del mar i del transport marítim de curta distància (en anglès, Short Sea Shipping o SSS) permet la combinació del transport marítim amb altres mitjans de transport.
- Flexibilitat i versatilitat : la flexibilitat degut a la possibilitat d'emprar vaixells des de petites mides (100 TPM) fins als VLCC; la versatilitat perquè s'han construït vaixells de diverses mides i adaptats a tota mena de càrregues; a més dels tradicionals vaixells de càrrega, existeixen vaixells portacontenidors, metaners, per a càrrega rodant, per a càrrega refrigerada, per a granels sòlids.

## Marina mercant
La flota de vaixells d'un país o «marina mercant» és el conjunt de vaixells tripulats per civils, que es dediquen al transport de passatgers o de mercanías.

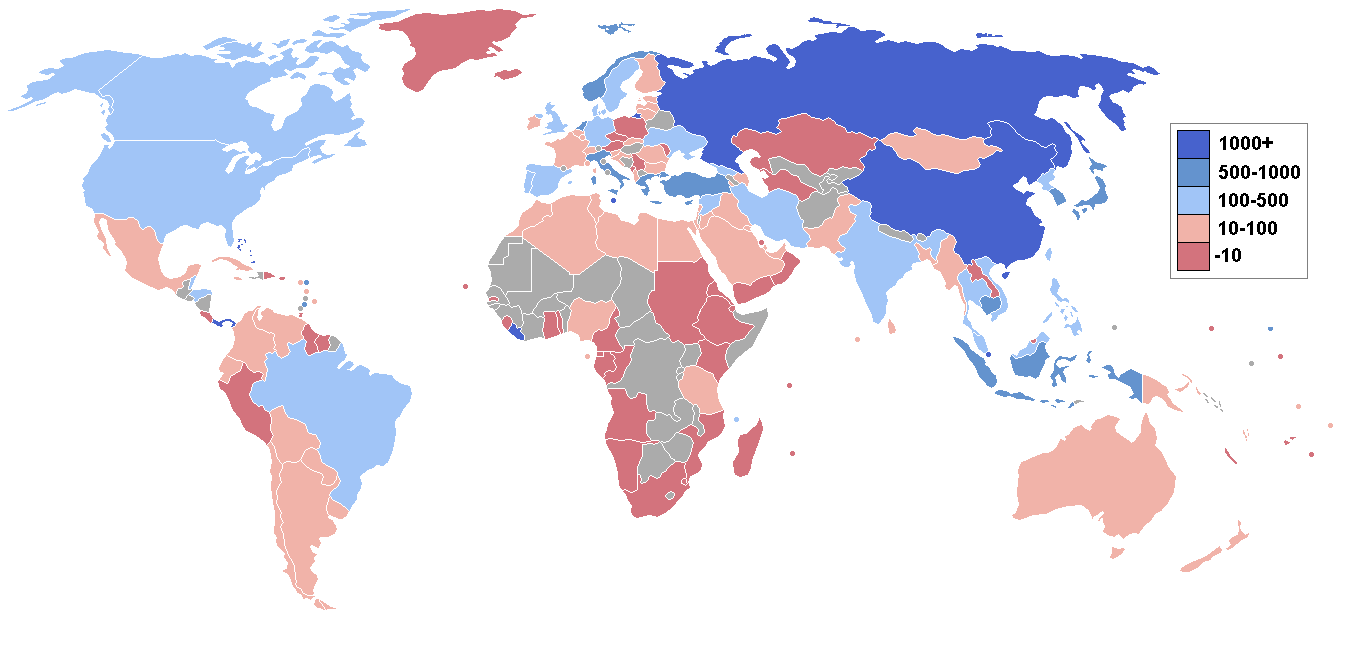
Marina mercant per país. Dades de 2005, vaixells registrats de 1.000 o més tones de arqueig.

Les dades actualitzades sobre la marina mercant al món es poden trobar al The World Factbook.

## Tipus de vaixells
Hi ha vaixells de molts tipus, apropiats per a diferents tipus de càrregues. La majoria dels vaixells mercants es poden incloure en una de les categories següents:

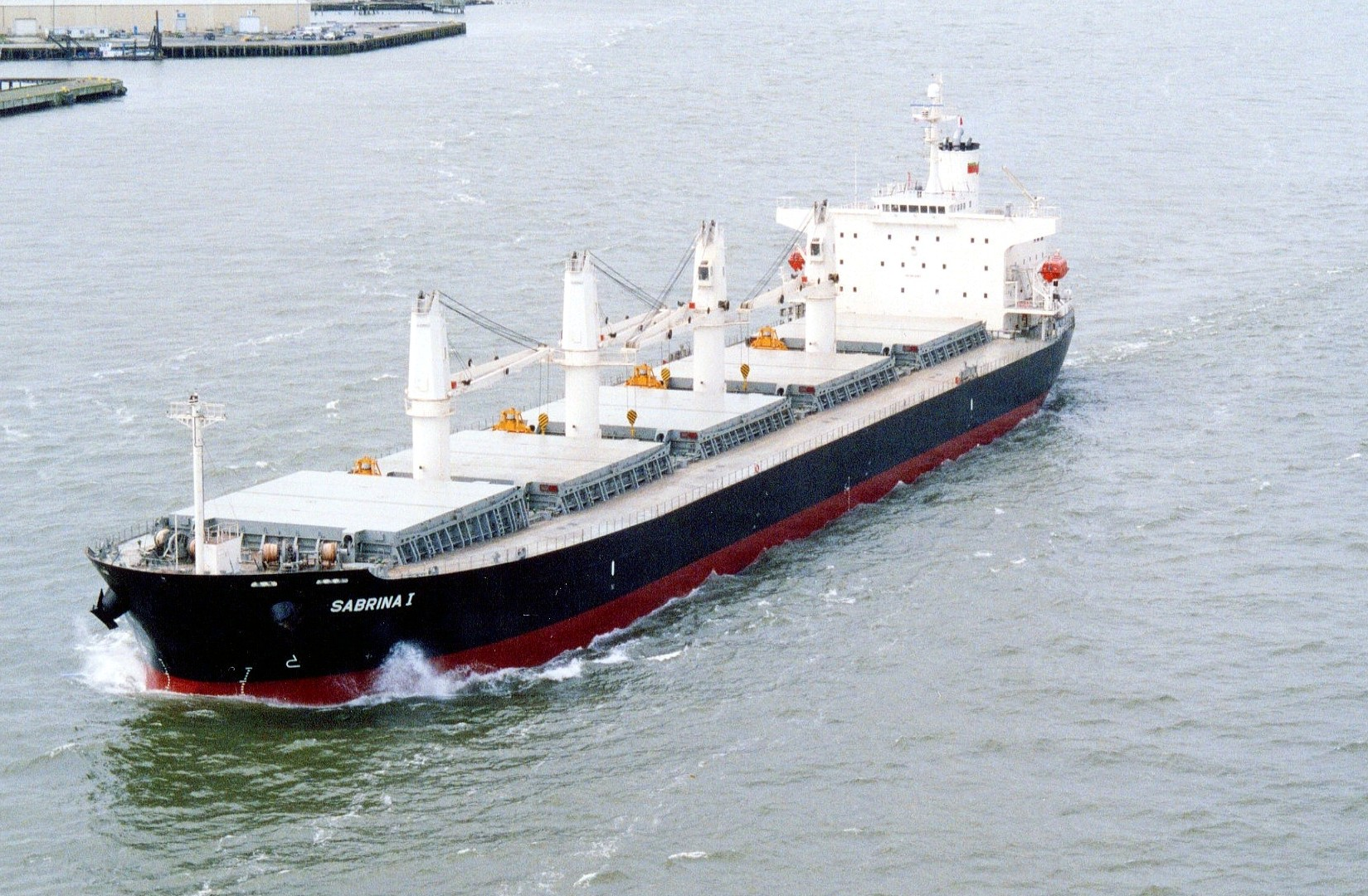
Vaixell graneler Sabrina I.

- Vaixells granelers per a càrregues sòlides (en anglès, Bulk carriers ): transporten grans volums de minerals, grans... Els accessos als cellers estan dissenyats per facilitar la càrrega i descàrrega per culleres o mànigues. Es poden reconèixer per escotilles en forma de caixa que cobreixen pràcticament tota la coberta principal.
- Vaixell portacontenidors : són vaixells de càrrega que transporten la totalitat de la seva càrrega en contenidors. Són part del transport intermodal que trasllada la majoria del carregament sec mundial. La majoria d'aquests vaixells naveguen propulsats per un motor dièsel, amb tripulacions de 10 a 30 persones.

Els vaixells contenidors són els més versàtils i han anat evolucionant ràpidament. Ja que la majoria de mercaderies es poden transportar en contenidors de 10, 20 i 40 peus; sent els de 20 peus els més utilitzats, 20 peus = 1 TEU Twenty-foot Equivalent Unit. Així mateix, aquests contenidors poden ser refrigerats, adaptats per al transport de líquids, transport de vehicles; pràcticament es pot transportar tot en contenidors.

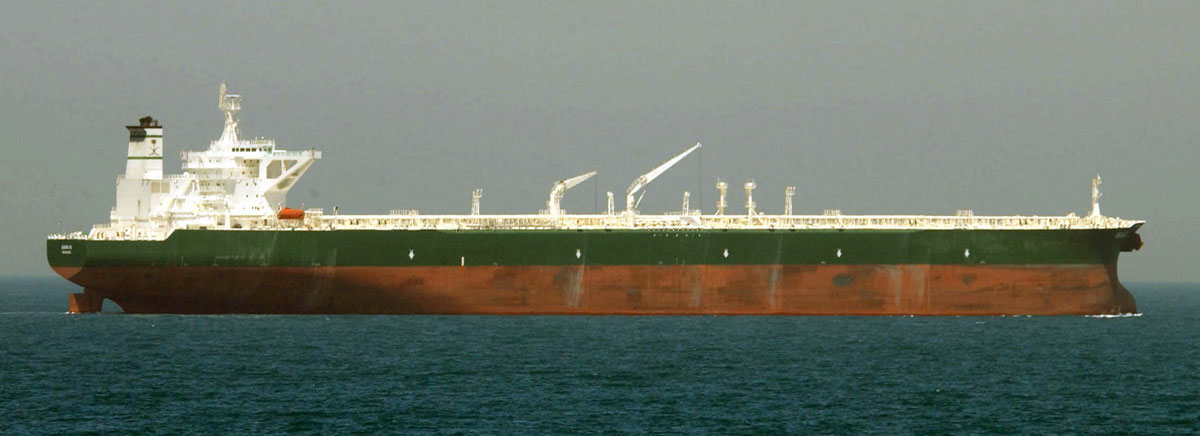
El súper-petrolier AbQaiq.

- Vaixell tanc : són vaixells per a càrregues líquides. Si transporten crus de petroli, es diuen petroliers ; poden estar dissenyats per a gasos liquats, es diuen gaseros (per exemple, els metaners); per a productes químics, es diuen quimiquers.
- Vaixell frigorífic : s'utilitzen per transportar productes peribles, que requereixen una atmosfera amb temperatura controlada com a fruites, verdures, carns, peixos, productes lactis i altres aliments.
- Vaixells per a càrrega rodant : són capaços de transportar qualsevol plataforma amb rodes, gràcies a la rampa d'accés.Vaixells costaners de pesca a Nova Escòcia (Canadà).

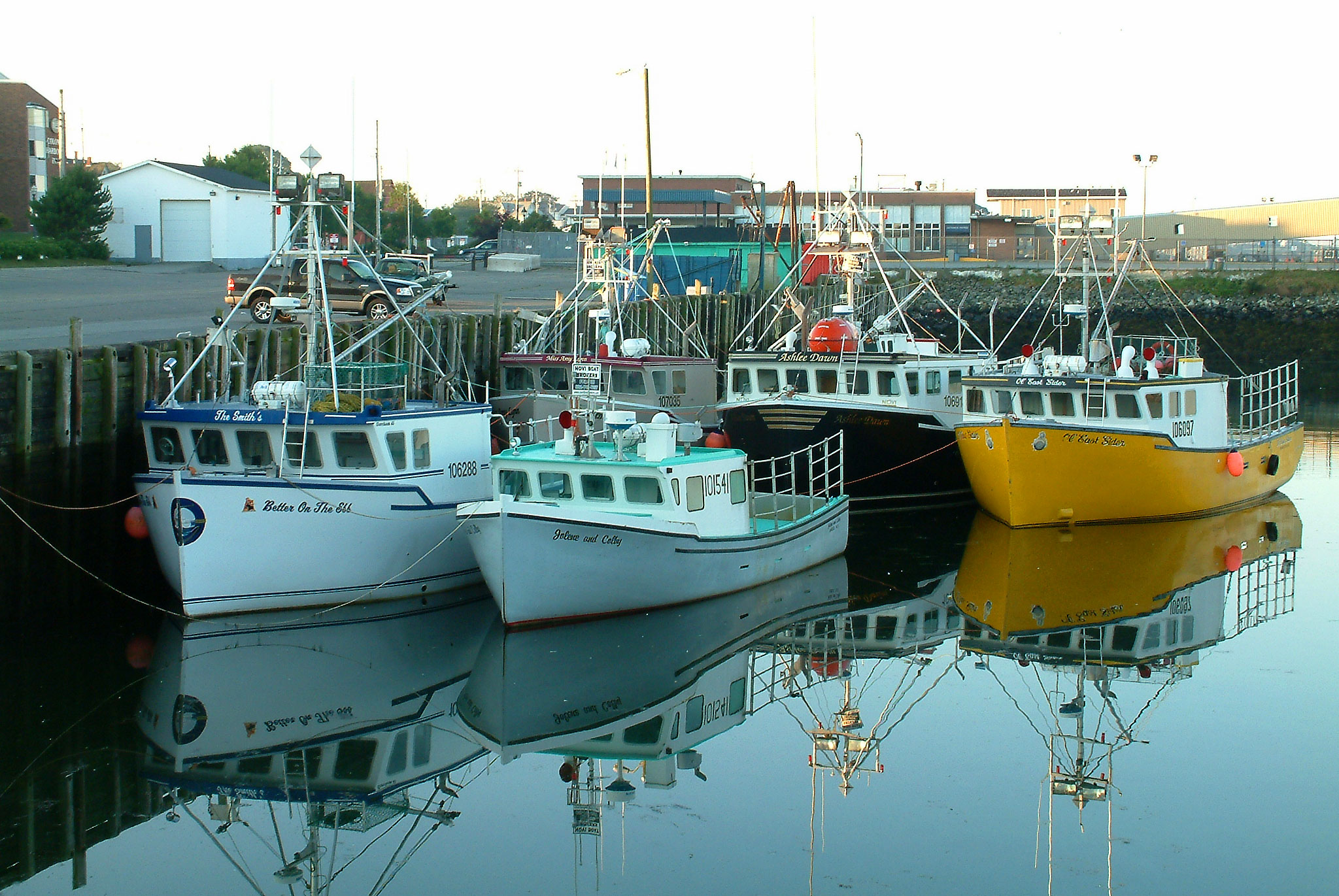
Vaixells costaners de pesca a Nova Escòcia (Canadà).

- Vaixell costaner o vaixell de cabotatge : tenen un casc que els permet navegar en aigües poc profundes, prop de la costa on hi ha esculls o altres esculls.
- Transbordador o ferri : són vaixells del tipus Ro-Ro, dedicats al transport de passatgers i els seus vehicles; formen part del transport públic de ciutats envoltades d'aigua, com Venècia.
- Creuer : vaixells per al transport de passatgers per plaer, per turisme i lleure.
- Barcassa : amb sòl pla per al transport de mercaderies en rius i canals poc profunds.

## El mercat del transport marítim o mercat de nòlits
El transport marítim es pot contractar en dos règims diferents, depenent del volum de mercaderia a transportar: navegació lliure o transport marítim en règim de noliejaments o  tramp  i transport marítim de línia regular o  liner .

### Transport marítim en règim de noliejaments
El transport en règim de noliejaments s'ocupa del trànsit de grans volums de mercaderia com granels sòlids (cereal s, minerals ...), granels líquids (petroli...), productes industrials que es transporten en gran nombre d'unitats (com automòbil sobre plantes de fabricació completes).
Els contractes d'explotació de vaixells més freqüents són: noliejament sense dotació, noliejament per viatge i noliejament per temps. El contracte es concreta en un document anomenat «pòlissa de noliejament», P/F o  xàrter party . En una pòlissa de noliejament, noliejador i noliejant acorden, entre altres coses, el temps de planxa, que és el temps que el vaixell ha de romandre en port dedicat a les operacions de càrrega i descàrrega.

### Transport marítim en línia regular
La línia regular és adequada per al tràfic de càrrega general i contenidors, que solen ser mercaderies de més valor que les vistes en l'apartat anterior (en règim de noliejaments) com a productes industrials i béns de consum.
El principal avantatge de la línia regular és oferir escales freqüents, mantenir tarifes estables i garantir la durada del servei a llarg termini.
En contractar el transport marítim s'ha de conèixer quines operacions i despeses estan inclosos en el noli. Els «termes de línia» o  liner terms  són les condicions, establertes per la línia, en què el vaixell de línia pren al seu càrrec la mercaderia per trasnporte.
1. FILO,  free in liner out , la càrrega al port d'origen va a càrrec de la mercaderia (és a dir, del carregador) i la descàrrega al port de destinació per la del vaixell de línia.
2. LIFO,  liner in free out , la càrrega al port d'origen va a càrrec del vaixell de línia i la descàrrega al port de destinació per la de la mercaderia (és , del consignatari).

## El transport marítim i el comerç internacional
En les operacions de compravenda internacional freqüentment el transport de la mercaderia es realitza per mar. Un contracte de compravenda internacional de mercaderies inclou, entre d'altres, el preu i la manera de transport.
Per delimitar les responsabilitats d'exportador i importador en aquestes transaccions es fan servir els incoterms o «termes internacionals de comerç». Els incoterms apropiats per al transport marítim són: FAS, FOB, CFR, CIF, CPT, CIP, DES i DEQ. Els incoterms CPT i CIP es fan servir en transport multimodal quan un dels trams es realitza per via marítima.

## Legislació

### Europa
El Reglament 392/2009, del Parlament Europeu i del Consell, del 23 d'abril del 2009 s'ocupa de la responsabilitat dels transportistes de passatgers per mar en cas d'accident, estableix el règim comunitari de responsabilitat i l'assegurança aplicables al transport de passatgers per mar.

### Espanya
Reial Decret Legislatiu 2/2011, de 5 de setembre, pel qual s'aprova el text refós de la Llei de ports de l'Estat i de la marina mercant.
A Espanya, hi ha les bonificacions al transport marítim per als residents a les comunitats autònomes de Canàries i de les Illes Balears ia les Ciutats de Ceuta i Melilla, en l'àmbit de trànsit amb l'Espanya peninsular i Interinsular. Estan regulades per l'ordre FOM/2554/2006, del 27 de juliol i FOM/2427/2012, del 29 d'octubre.
D'altra banda, el Reial decret 270/2013, de 19 d'abril, regula el certificat de l'assegurança o la garantia financera de la responsabilitat civil en el transport de passatgers per mar en cas d'accident.

## Altres activitats marítimes
Un altre invent important és la moto ski, que és el resultat de la recerca de l'ésser humà de crear aparells per a la seva diversió, també és utilitzada com a mitjà de salvament a persones amb un accident aquàtic ja que són ràpides i cada vegada una mica més grans (per a aquestes utilitzacions).
Dins dels últims avenços de l'home en mitjans de transport aquàtics, ens trobem amb els iots que són petites embarcacions destinades a l'ús d'un petit grup de persones, es troben equipades amb els avenços tecnològics més actuals i poden navegar en alta mar.